# Carson Pickett
Carson Pickett   (Spartanburg, 15 de setembre de 1993) és una futbolista estatunidenca. Juga com a defensora al Racing Louisville FC de la National Women's Soccer League dels Estats Units i per a la selecció dels Estats Units.

## Biografia
Pickett va créixer a Fleming Island a la costa nord-est de Florida prop de Jacksonville. Va assistir a l'escola St. Johns Country i va guanyar tres campionats estatals amb l'equip de futbol. El 2012, va ser nomenada jugadora de futbol femení Gatorade de l'Any per a l'estat de Florida i Jugadora de l'Any de Florida el 2012. Pickett va néixer sense mà ni avantbraç esquerres.

### Futbol universitari
Pickett va estudiar a la Universitat Estatal de Florida del 2012 al 2015, on va jugar futbol per a les Florida State Seminoles i va ser defensora titular durant quatre anys. El 2014, va dur a les Seminoles a aconseguir el seu primer Campionat de la Divisió I de l'NCAA, formant part d'una defensa que no va permetre gols durant tot el torneig.

## Trajectòria
El gener de 2018, el Reign FC va cedir la passada de Pickett a l'Orlando Pride a canvi de la defensora Steph Catley.

## Estadístiques

### Clubs
| Club                       | País         | Any               |
| -------------------------- | ------------ | ----------------- |
| Florida State Seminoles    | Estats Units | 2012 - 2015       |
| Reign FC                   | Estats Units | 2016 - 2017       |
| Brisbane Roar (préstec)    | Australia    | 2017 - 2020       |
| Orlando Pride              | Estats Units | 2018 - 2020       |
| Apollon Limassol (préstec) | Xipre        | 2020              |
| North Carolina Courage     | Estats Units | 2021 - 2022       |
| Racing Louisville FC       | Estats Units | 2023 - actualitat |